# Niederwalddenkmal
49°58′51″N 7°53′59″Ø / 49.98083°N 7.89972°Ø
Niederwalddenkmal er et monument i Niederwald Landskabspark ved Rüdesheim am Rhein i Hessen i Tyskland.

## Historie
Monumentet blev rejst for at markere tilblivelsen/samlingen af Det tyske Rige efter den fransk-preussiske krig. Grundstenen blev lagt den 16. september 1871 af Tysklands Kejser Wilhelm I. Billedhugger var Johannes Schilling og arkitekt var Karl Weisbach. Det 38 meter høje monument blev afsløret den 28. september 1883.

## Skulpturerne
Den centrale figur er 10,5 meter høj og er en personifikation af Moder Germania. Hun holder den tyske kejserkrone i sin højre hånd og kejserrigets sværd i sin venstre .

Under Germania er et stort relief, som viser kejser Wilhelm I til hest foran officerer og soldater på vagt ved Rhinen.
På monumentets venstre side er en fredsstatue, krigsstatuen er til højre.

## Billeder af skulpturerne
- Germaniastatuen
- Germaniastatuen
- Detalje fra krigsstatuen
- Detalje fra fredsstatuen

## Placering
Niederwald er en høj bakkekam på Rhinens højre bred, højt over Rüdesheim og overfor Bingen am Rhein. Højdedraget er det sydvestlige hjørne af Taunusbjergene. Bakken er skovklædt med løvtræer, hovedsageligt eg og birk. Skråningerne er bevokset med vin til hvidvin.

## Turisme
Turister kan besøge Niederwalddenkmal via svævebanen Seilbahn Rüdesheim (lukkede gondoler). Svævebanen afgår midt i Rüdesheim. Der kører et lille turisttog, som det ligeledes er muligt at benytte. Og endelig er der vandrestier op gennem vinmarkerne over Rüdesheim.

## Billedgalleri
- Monumentet på afstand
- Germaniastatuen på sin sokkel
- Niederwalddenkmal i 2009